# Eric Stefani
Eric Stefani, född 17 juni 1967, är en amerikansk musiker.
Stefani var med och bildade rockbandet No Doubt år 1986, spelade med dem till 1994 då han beslöt att satsa fullt på att arbeta som animatör med den tecknade tv-serien Simpsons. Han är bror till Gwen Stefani.